# Красный Лес (Краснодарский край)
Кра́сный Лес — посёлок в Красноармейском районе Краснодарского края.
Входит в состав Октябрьского сельского поселения.

## География
Посёлок находится в непосредственной близости с государственным заказником «Красный лес».

## Население
| 2002 | 2010 |
| ---- | ---- |
| 209  | ↘184 |

## Улицы
- ул. Заречная,
- пер. Набережный,
- ул. Октябрьская,
- ул. Чехова.